# Kazimierz Soduła
Kazimierz Soduła (Saduła) (ur. 4 grudnia 1900 w Łodzi, zm. 1940 w Kalininie) – starszy posterunkowy Policji Państwowej, kawaler Orderu Virtuti Militari, jedna z ofiar zbrodni katyńskiej.

## Życiorys
Syn Antoniego i Wiktorii z Błaszczyńskich. Uczestnik wojny polsko-bolszewickiej, służył w 27 Pułku Ułanów. Od 1924 roku w policji. Do 1935 roku w Komendzie Rezerwy Konnej w Łodzi, od 1936 roku do września 1939 roku zastępca komendanta posterunku w Jeziorsku koło Turku.
Po agresji ZSRR na Polskę w 1939 roku znalazł się w niewoli radzieckiej w specjalnym obozie NKWD w Ostaszkowie. Zamordowany przez NKWD wiosną 1940 roku jako jedna z ofiar zbrodni katyńskiej. Pochowany w Miednoje.

## Awans pośmiertny
4 października 2007 roku Kazimierz Soduła został pośmiertnie awansowany na stopień aspiranta Policji Państwowej.

## Ordery i odznaczenia
- Krzyż Srebrny Orderu Virtuti Militari nr 2770[4][5][6]
- Medal Pamiątkowy za Wojnę 1918–1921
- Medal Dziesięciolecia Odzyskanej Niepodległości
- Srebrny Medal za Długoletnią Służbę
- Brązowy Medal za Długoletnią Służbę